# ريتشارد لورينز
ريتشارد لورينز (بالألمانية: Richard Lorenz)‏ هو كيميائي نمساوي، ولد في 13 أبريل 1863 في فيينا في النمسا، وتوفي في 23 يونيو 1929 في فرانكفورت في ألمانيا.